# تیم ملی والیبال زیر ۱۹ سال زنان ایران
تیم ملی والیبال زیر ۱۹ سال زنان ایران یا تیم ملی والیبال دختران نوجوان ایران نماینده والیبال کشور ایران در مسابقات بین‌المللی در رده سنی جوانان است که زیر نظر فدراسیون والیبال ایران فعالیت میکند. این تیم برای اولین بار در سال ۲۰۰۸ در مسابقات آسیایی شرکت کرد.

## تورنومنت‌ها

### قهرمانی آسیا
| قهرمانی آسیا | قهرمانی آسیا | قهرمانی آسیا | قهرمانی آسیا | قهرمانی آسیا | قهرمانی آسیا | قهرمانی آسیا | قهرمانی آسیا |
| سال          | رتبه         | بازی         | برد          | باخت         | ست برده      | ست باخته     |              |
| ------------ | ------------ | ------------ | ------------ | ------------ | ------------ | ------------ | ------------ |
| ۱۹۹۷         | حاضر نبود    | –            | –            | –            | –            | –            |              |
| ۱۹۹۹         | حاضر نبود    | –            | –            | –            | –            | –            |              |
| ۲۰۰۱         | حاضر نبود    | –            | –            | –            | –            | –            |              |
| ۲۰۰۳         | حاضر نبود    | –            | –            | –            | –            | –            |              |
| ۲۰۰۵         | حاضر نبود    | –            | –            | –            | –            | –            |              |
| ۲۰۰۷         | حاضر نبود    | –            | –            | –            | –            | –            |              |
| ۲۰۰۸         | یازدهم       | ۵            | ۲            | ۳            | ۸            | ۹            |              |
| ۲۰۱۰         | نهم          | ۵            | ۳            | ۲            | ۷            | ۹            |              |
| ۲۰۱۲         | دهم          | ۶            | ۳            | ۳            | ۱۰           | ۱۰           |              |
| مجموع        | ۳/۹          | ۱۶           | ۹            | ۸            | ۲۵           | ۲۸           |              |